# Antonio Corradini

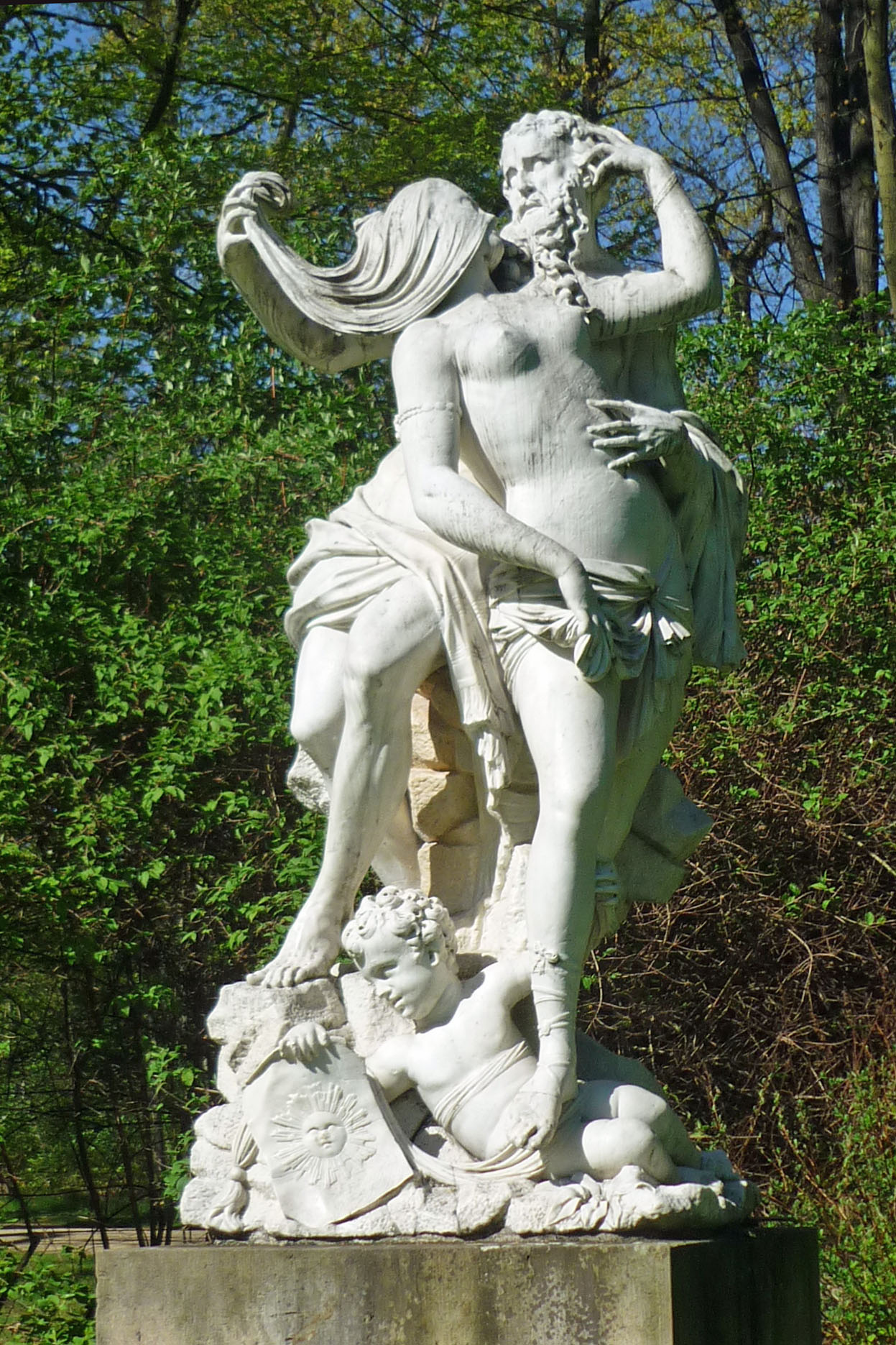
Die Zeit enthüllt die Wahrheit, um 1720 (?), Großer Garten, Dresden

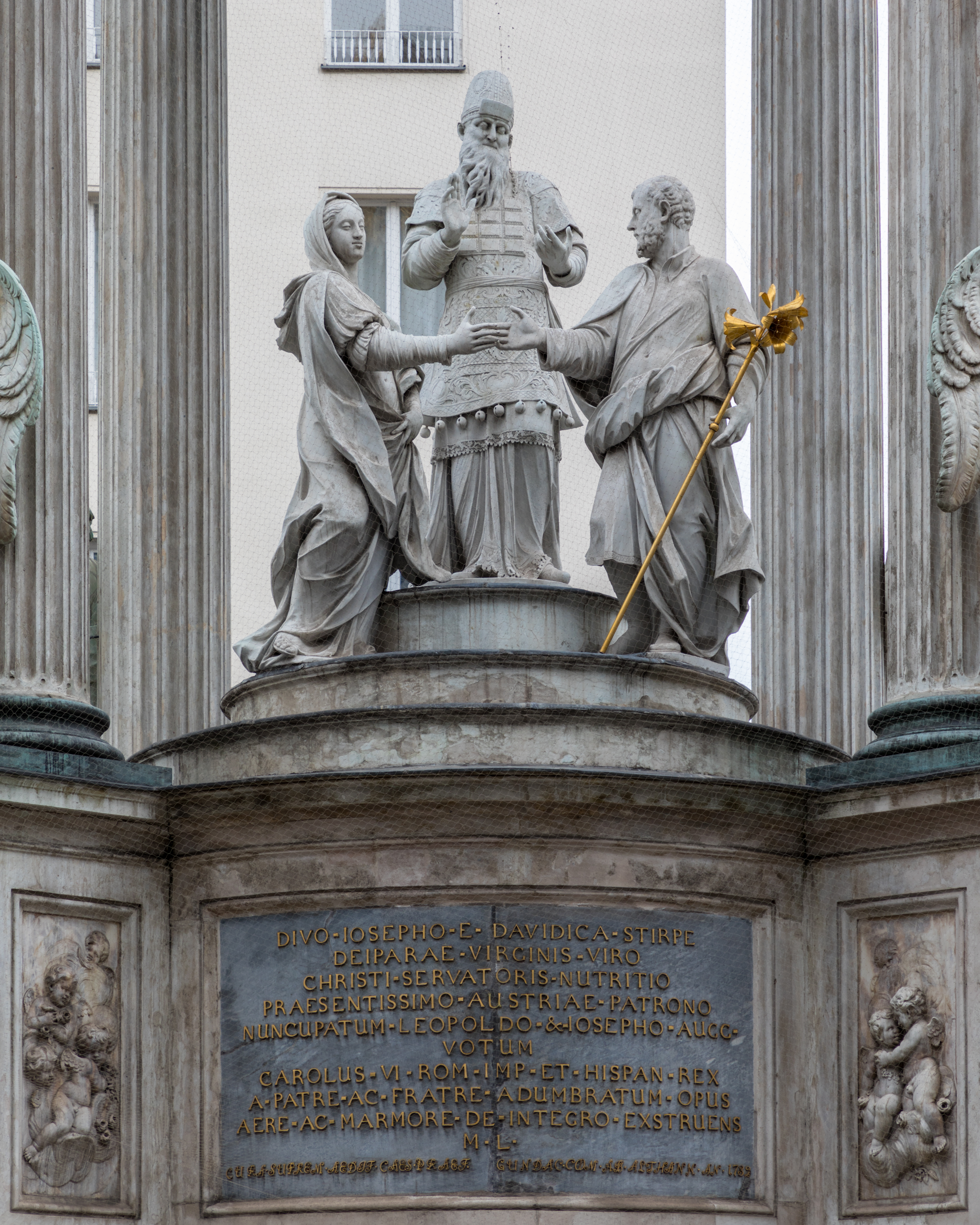
Hochzeit von Maria und Joseph (Detail Vermählungsbrunnen), um 1735, Hoher Markt, Wien

Antonio Corradini (* 19. Oktober 1688 in Venedig; † 12. August 1752 in Neapel) war ein venezianischer Bildhauer des Rokoko.

## Leben
Corradini wurde in Venedig geboren. Bis um 1730 arbeitete er hauptsächlich im Gebiet der Republik Venedig, doch erhielt er auch Aufträge von außerhalb; später lebte er in Wien, Rom und Neapel.
1718 wurde er beauftragt, ein Denkmal für Graf Johann Matthias von der Schulenburg, Marschall der venezianischen Streitkräfte, auf der Insel Korfu zu errichten. 1720 erhielt er die Bezahlung für einen Altar der seligen Hemma im Dom zu Gurk in Kärnten. Für die venezianische Kirche Santa Maria dei Carmini schuf er 1722–23 eine Skulptur der Jungfräulichkeit.
Im Großen Garten in Dresden steht die „Üppigkeitsvase“ von Corradini, weitere Vasen standen im Palaisgarten im Japanischen Palais. Im Park Sanssouci in Potsdam gibt es eine freie Wiederholung einer Corradini-Vase. Weitere Werke von Corradini im Großen Garten sind die beiden Kentaurengruppen „Nessos und Deianeira“ und „Eurytion und Hippodameia“ aus Marmor, die 1716 erschaffen wurden sowie die Skulptur „Die Zeit enthüllt die Wahrheit“.

### Der kaiserliche Hof in Wien
Vom kaiserlichen Hof in Wien, der Residenzstadt des Heiligen Römischen Reiches, erhielt Corradini Aufträge für den Vermählungsbrunnen auf dem Hohen Markt. Am 30. November 1728 wurde ein Freipass „für die auf dem Hohen Markt neu erbauende St. Josephi Vermählungssäulen zu Venedig bestellte und herzubringende sieben weißmarmorne Statuen“ ausgestellt. Für die kaiserliche Kirche zum hl. Karl Borromäus fertigte er auf den seitlichen Voluten zweier Altäre allegorische Figuren an.

### Prag, St. Veitsdom, Grabmal des Johannes von Nepomuk
In den Jahren nach der Seligsprechung Johannes von Nepomuks (1721) wurde dessen Grabmal noch prunkvoller ausgestattet. Die Feierlichkeiten anlässlich der Kanonisierung des Johannes von Nepomuk 1729 brachten so hohe Spendeneinnahmen, dass Kaiser Karl VI. vorschlug, ein neues, triumphales Grabmal zu errichten. Der Leiter der kaiserlichen Hofbauten Gundaker von Althan sollte geeignete Wiener Künstler dafür finden.
Den Entwurf lieferte der Hof-Baumeister Joseph Emanuel Fischer von Erlach, eine Modellplastik fertigte der Antonio Corradini an, der damals in Wien weilte und auch das große Holzmodell für den Abguss schuf. Mit der Ausführung beauftragte man den Wiener Silberschmied Johann Joseph Würth. Corradini gestaltete auch die Bronzereliefs am Sockel. 1736 waren die Arbeiten noch nicht abgeschlossen, danach wurden sie mit einheimischen Kräften fortgesetzt.

### Kaiserlicher Hofbildhauer
Am 24. Mai 1732 erfolgte seine Ernennung zum kaiserlichen Hofstatuarius mit 1500 Gulden Jahresbesoldung, zusätzlich 500 Gulden Wohnungsgeld. 1735 gestaltete er die zentrale Statue von Kaiser Karl VI. als Römisch-Deutscher Kaiser im Prunksaal der Hofbibliothek. 1736 wurde er für den ehrenvollen Hofdienst eingeteilt, zugleich auch im Hofschematismus genannt.
1736 entwarf er mit dem Architekten und Maler Antonio Galli-Bibiena ein Hetztheater und erhielt ein zehnjähriges Privileg zur Abhaltung von Tierhetzen.
Am 8. September 1741 starb Ehefrau Maria im Schottenhof mit 48 Jahren an Wassersucht.
Der Hof gewährte ihm am 26. Januar 1743 einen längeren Urlaub von Wien.
Ab 1748 war er in Neapel, wo er für die Cappella Sansevero u. a. die Keuschheit (Pudicizia) schuf; den „Christus, mit dem Leichentuch bedeckt“ in der gleichen Kapelle stellte sein Schüler Giuseppe Sanmartino (1720–1793) fertig.
Antonio Corradini starb in Neapel am 29. Juni 1752.

### Statuengalerie

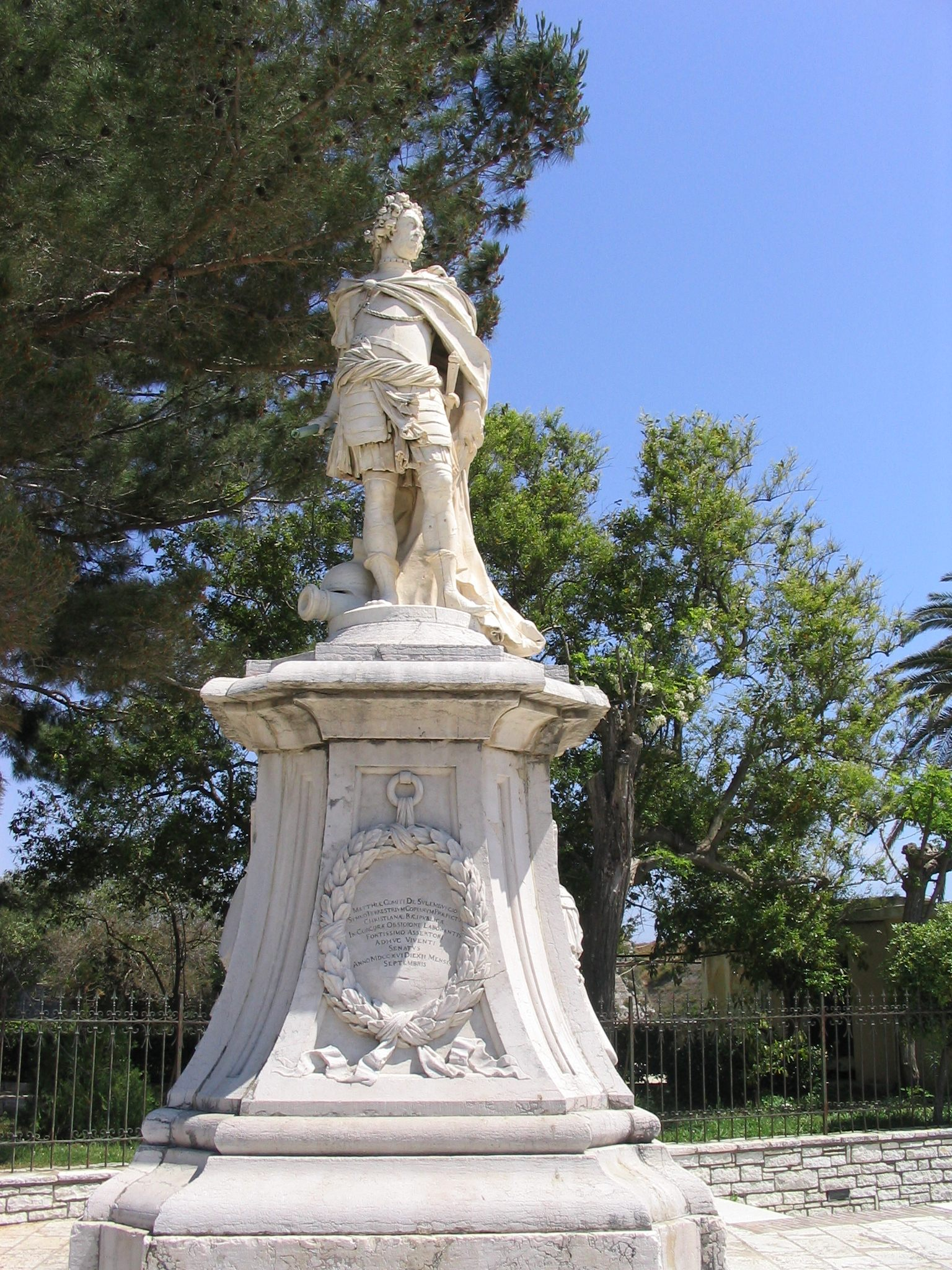
Das Schulenburg-Denkmal auf Korfu, ca. 1718
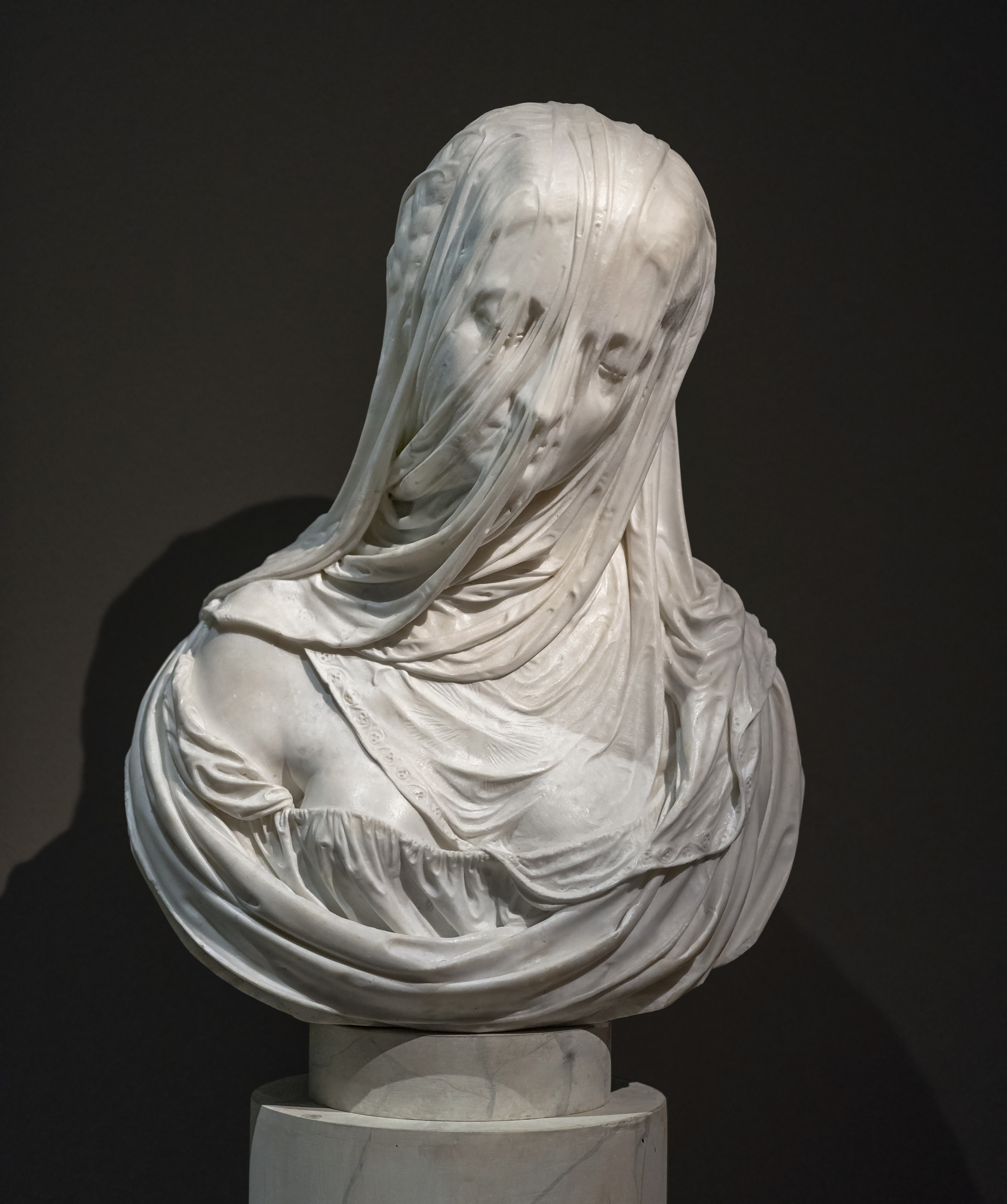
Verschleierte Dame (die Reinheit ?), 1722, Ca’ Rezzonico, Venedig
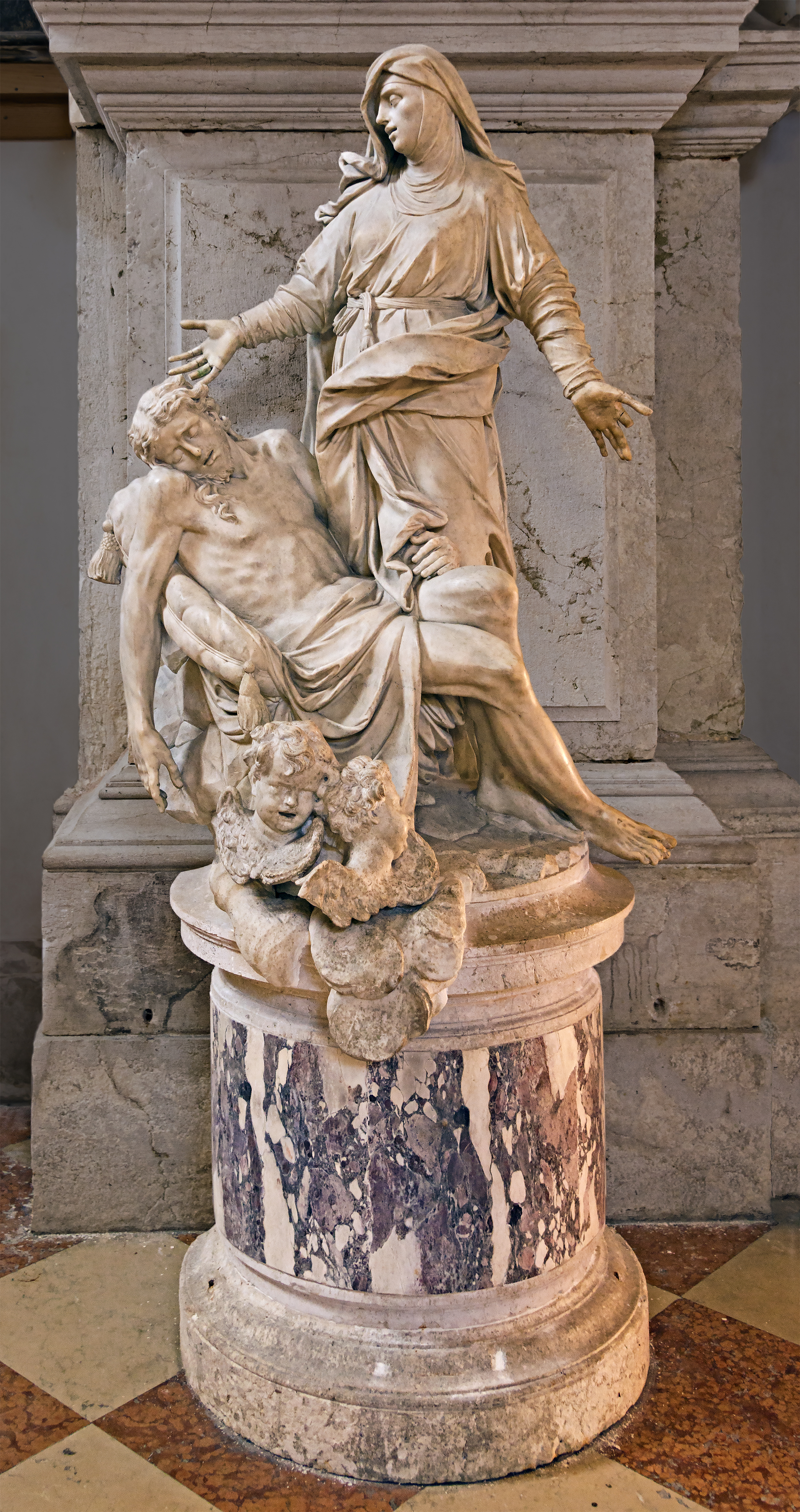
Pietà, 1723–24, San Moisè, Venedig
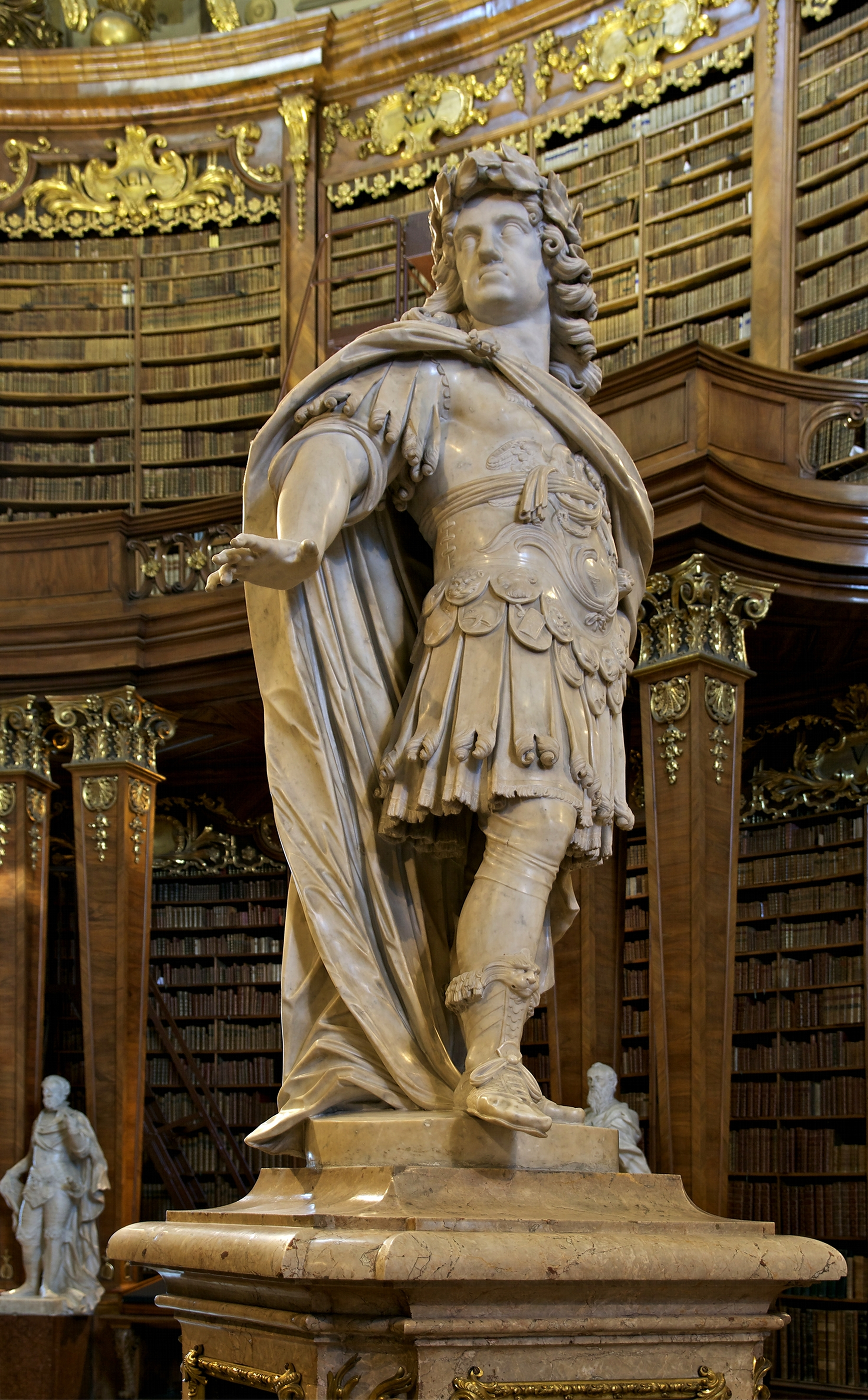
Karl VI., 1735, Prunksaal der Hofbibliothek, Wien
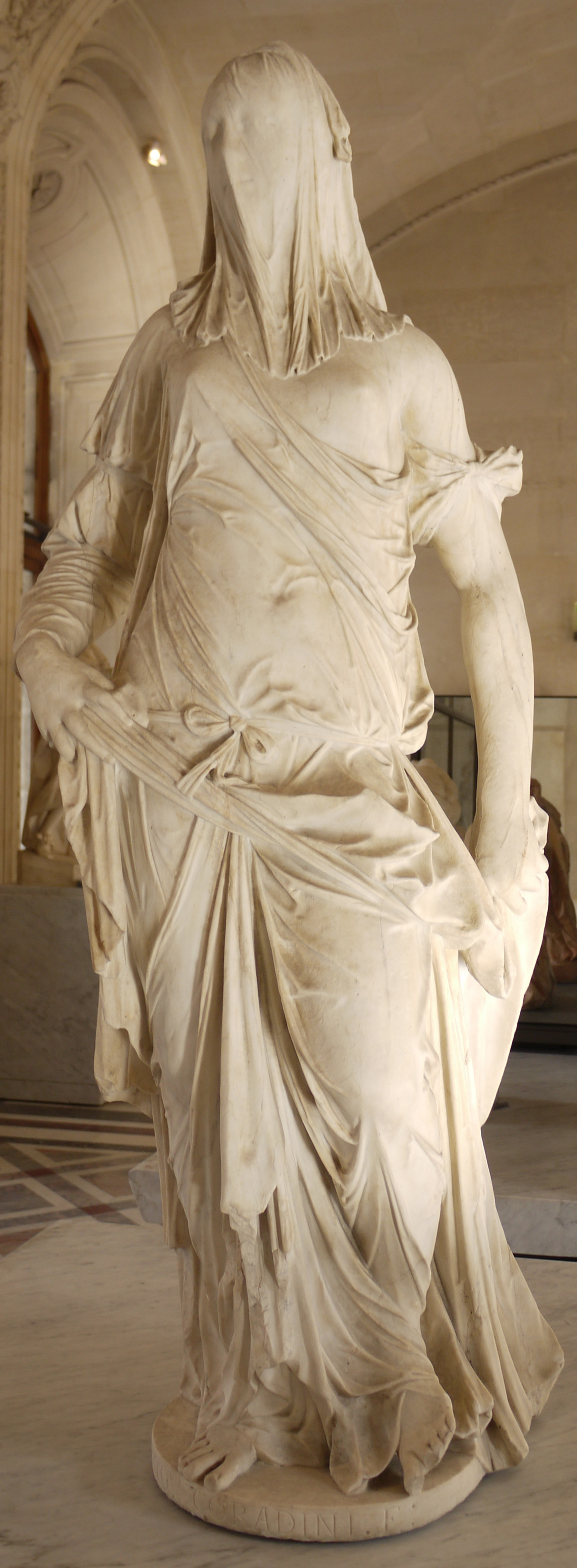
Verschleierte Dame (oder der Glaube ?), Louvre, Paris